# Čtvrtá bitva u Yper
Čtvrtá bitva u Yper, zvaná též jako bitva na řece Leie, probíhala mezi 7. a 29. dubnem 1918. Byla součástí německé jarní ofenzívy ve Flandrech během první světové války. Generál Erich Ludendorff ji původně naplánoval pod jménem operace George, později se její název změnil na operace Georgette. Cílem bylo dobýt Ypry a donutit britské síly k ústupu k přístavům u Lamanšského průlivu. Britové by tak byli donuceni se neúčastnit války. Operace Georgette byla ve svém základu podobná (i když menší než) operaci Michael, která se uskutečnila o měsíc dříve téhož roku.